# Catégorie abélienne
En mathématiques, les catégories abéliennes forment une famille de catégories qui contient celle des groupes abéliens. Leur étude systématique a été instituée par Alexandre Grothendieck pour éclairer les liens qui existent entre différentes théories cohomologiques, comme la cohomologie des faisceaux ou la cohomologie des groupes. Toute catégorie abélienne est additive.

## Définition
Intuitivement, une catégorie abélienne est une catégorie additive dans laquelle on peut additionner les flèches et définir pour toute flèche les notions de noyau, conoyau et image.
Plus précisément, une catégorie abélienne est une catégorie {\displaystyle {\mathfrak {A}}} vérifiant les axiomes suivants :
- pour tous les objets {\displaystyle X} et {\displaystyle Y} dans {\displaystyle {\mathfrak {A}}}, {\displaystyle \mathrm {Hom} (X,Y)} est muni d'une structure de groupe abélien ;
- pour tous les objets {\displaystyle X}, {\displaystyle Y} et {\displaystyle Z}, la composition

{\displaystyle \mathrm {Hom} (Y,Z)\times \mathrm {Hom} (X,Y)\rightarrow \mathrm {Hom} (X,Z)} est bilinéaire ;
- toute flèche admet un noyau, un conoyau et une image au sens suivant : soit {\displaystyle f:X\rightarrow Y} une flèche,
  - un noyau de f est un objet K de {\displaystyle {\mathfrak {A}}} et une flèche {\displaystyle k:K\rightarrow X} telle que {\displaystyle f\circ k=0} et telle que pour tout objet {\displaystyle K'} de {\displaystyle {\mathfrak {A}}} et toute flèche {\displaystyle k':K'\rightarrow X} telle que {\displaystyle f\circ k'=0}, alors il existe une unique flèche {\displaystyle u:K'\rightarrow K} telle que {\displaystyle k'=k\circ u} ; autrement dit le diagramme suivant commute : 
  - un conoyau de {\displaystyle f} est un objet {\displaystyle N^{*}} de {\displaystyle {\mathfrak {A}}} et une flèche {\displaystyle p:Y\rightarrow N^{*}} telle que {\displaystyle p\circ f=0} et telle que pour tout objet {\displaystyle A} de {\displaystyle {\mathfrak {A}}} et toute flèche {\displaystyle g:Y\rightarrow A} telle que {\displaystyle g\circ f=0}, alors il existe une unique flèche {\displaystyle {\overline {g}}:N^{*}\rightarrow A} telle que {\displaystyle g={\overline {g}}\circ p},
  - une image de {\displaystyle f} est un objet {\displaystyle I} et une flèche {\displaystyle I\rightarrow Y} qui soit un noyau de {\displaystyle Y\rightarrow N^{*}} et une flèche {\displaystyle X\rightarrow I} qui soit un conoyau de {\displaystyle K\rightarrow X} ; de plus on doit avoir la composition {\displaystyle X\rightarrow I\rightarrow Y} égale à {\displaystyle f}.

Si des noyaux existent, ils sont tous isomorphes, et de même pour des conoyaux. Ainsi, l'image, si elle existe, est bien définie.

## Exemple de catégories abéliennes
- La catégorie des groupes abéliens.
- La catégorie des complexes de groupes abéliens.
- La catégorie des modules à gauche (ou celle des modules à droite) sur un anneau.
- La catégorie des préfaisceaux en groupes abéliens sur un espace topologique, ou plus généralement : la catégorie des foncteurs d'une petite catégorie dans une catégorie abélienne.
- La catégorie des faisceaux en groupes abéliens sur un espace topologique.